# Блажейовський Дмитро
Дмитро́ Блажейо́вський (21 серпня 1910, Вислік Горішній, Лемківщина, нині частина села Вислік Великий, Підкарпатське воєводство, Польща — 23 квітня 2011, Львів) — український греко-католицький священник, історик, митець (автор вишиваних ікон).

## Біографія

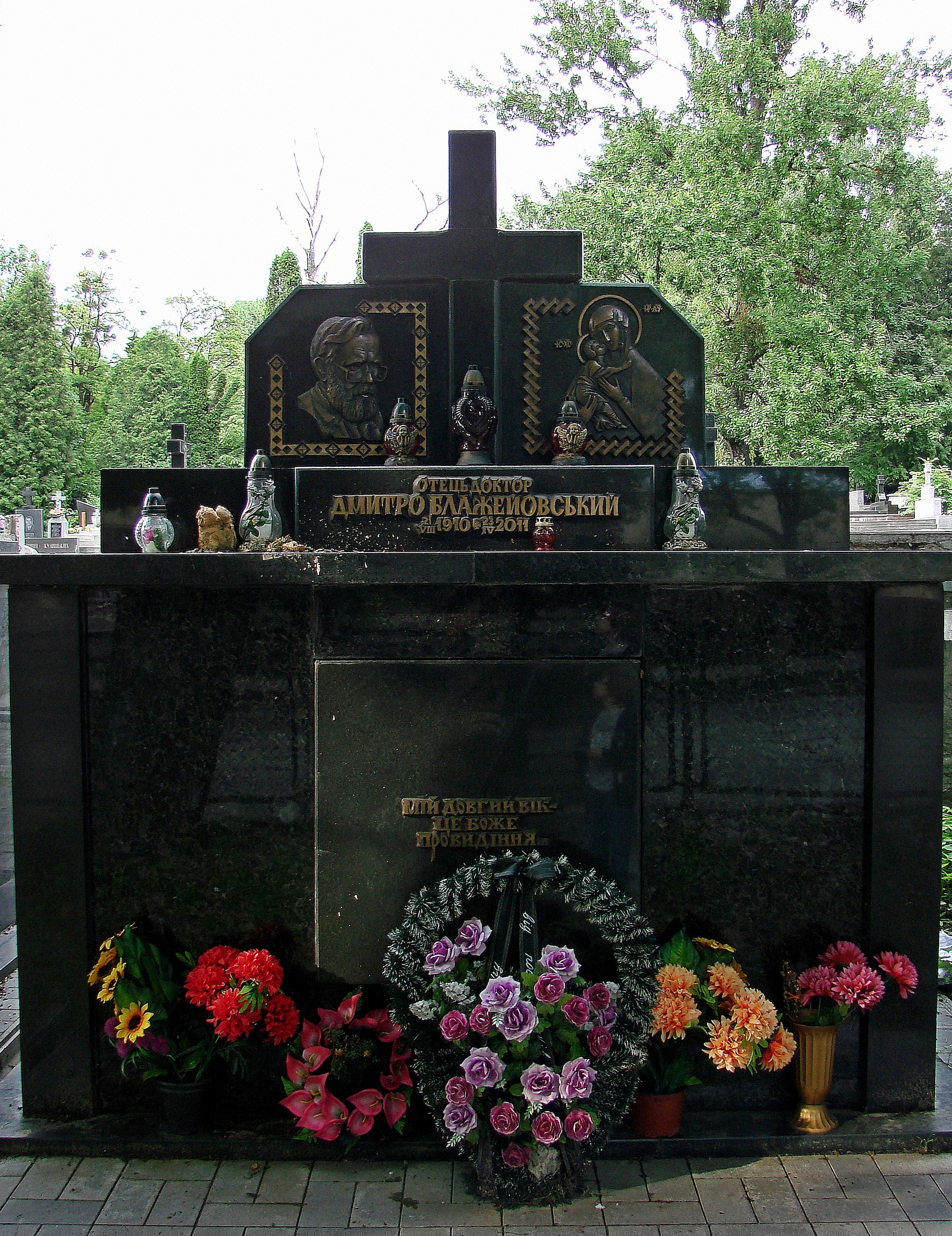
Гробівець родини Блажейовських на Янівському цвинтарі

Народився в селі Вислік Горішній на Лемківщині в сім'ї Теодора та Анни Блажейовських.
Впродовж 1922–1930 років навчався в українській гімназії у Перемишлі. 1933 року з Праги, де студіював електроінженерію, пішки вирушив на прощу до Риму, де й залишився на прохання о. Теодосія Галущинського та вступив до семінарії. У 1933–1946 роках вивчав філософію, теологію та історію в Урбаніанському та Григоріанському Папських університетах в Римі.
Висвячений на священника 2 квітня 1939 р.
1942 року захистив докторат з богослов'я в Папському Урабніанському університеті. 1946 року захистив докторат з історії в Папському Григоріанському університеті.
1946–1973 — священник у різних греко-католицьких парафіях у США (організував 3 парохії й одну місійну станицю, побудував храми).
1973 року повернувся до Риму, де зайнявся науковою діяльністю та вишиванням ікон.
Автор 25 наукових праць з історії Церкви й Української держави, педагогіки.
Відомий автор вишиваних ікон і церковних хоругов (понад 350). Частина з них зберігаються в музеях (Україна, Франція, Італія, Ватикан, Німеччина, Бразилія), частина — використовується з літургійною метою. Опублікував 300 взорів української релігійної вишивки.
6 травня 1999 року відкрив у Львові власний Музей вишиваних ікон та образів (пр. Чорновола, 2а).
17 серпня 2006 року, з нагоди 15-ї річниці незалежності України, Президент України Віктор Ющенко нагородив о. Дмитра Блажейовського орденом «За заслуги» III ступеня «за вагомий особистий внесок у зміцнення міжнародного авторитету України, популяризацію історичних та сучасних надбань українського народу, активну участь у житті закордонної української громади».
21 серпня 2010 р. громадськість відзначила 100-річчя о. Дмитра Блажейовського у Національному театрі ім. М. Заньковецької у Львові.
Львівський музей вишиваних ікон та образів отця доктора Дмитра Блажейовського і Товариство «Україна-Світ» висунули кандидатуру о. Дмитра Блажейовського на здобуття Національної премії України імені Тараса Шевченка.
Помер о. Дмитро Блажейовський 23 квітня 2011 року у Львові на 101-му році життя. Похований у родинному гробівці на Янівському цвинтарі.

## Науковий доробок
- Власть Київських Митрополитів над монахами (1596—1809). — Рим, 1973
- Українська і вірменська папські семінарії у Львові (1665—1784). — Рим, 1975
- Митрополії, епархії і екзархати візантійсько-київського обряду. Номенклатура і статистика. — Рим, 1980
- Студенти візантійсько-київського обряду в папських колегіях і семінаріях, університетах та інститутах Центральної і Західної Европи. — Рим, 1984
- Українські Церковні Унії: Константинопольська, Римська і Московська. — Нью-Йорк-Париж-Сідней-Торонто, 1987 [Архівовано 24 травня 2021 у Wayback Machine.]
- Шематизм Української Католицької Церкви у діаспорі. — Рим, 1988
- Українське католицьке духовенство у діаспорі (1751—1988). — Рим, 1988
- Ієрархія Київської Церкви (861—1990). — Рим, 1990 [Архівовано 13 квітня 2021 у Wayback Machine.] (= Каменяр, 1996. — 567 с.)
- Українська Папська Мала Семінарія св. Йосафата у Римі (1951—1990). — Рим, 1990 [Архівовано 24 травня 2021 у Wayback Machine.]
- Берестейська Ре-Унія та українська історична доля і недоля. — Львів, 1995
- Історичний шематизм Перемиської Епархії з включенням Апостольської Адміністратури Лемківщини (1828—1939). — Львів, 1995, ISBN 5-7745-0672-X
- Альбом вишиваних ікон та образів. — Львів, 1999
- Мої рефлексії щодо проблем минулого, теперішнього і будущності українського народу. — Львів, 2010

## Відзнаки
- Орден «За заслуги» III ступеня (2006)
- Папська медаль «Христос — наш мир» (2010)
- «Орден Лева» (2010)[5].

## Пам'ять
Львівське видавництво «Апріорі», благодійний фонд ім. о. д-ра Дмитра Блажейовського та фундація «Андрей» випустили у світ церковний календар на 2014 рік. Його текст, документи та світлини присвячені 70-тій річниці від дня відходу у вічність митрополита Андрея (Шептицького). Крім документальних матеріалів, упорядники календаря (О. Гайова та М. Перун) залучили до нього численні кольорові світлини вишиваних ікон о. доктора Дмитра Блажейовського. Серед них — «Різдво Христове», «Стрітення Господнє», «Розп'яття Г. Н. І. Х.», «Воскресіння Христове», «Вознесіння Христове», «Пресвята Трійця», «Святі Володимир і Ольга», «Преображення Господнє», «Різдво Пресвятої Богородиці», «Покрова», «Св. свщмч. Йосафат (Кунцевич)», «Святий Миколай». Тут же подається стисла біографічна довідка про життя, працю і служіння греко-католицького священика, його науково-богословську та мистецьку (вишивання ікон) творчість.